# Lepidochrysops azureus
Lepidochrysops azureus is een vlinder uit de familie van de Lycaenidae. De wetenschappelijke naam van de soort is voor het eerst geldig gepubliceerd in 1879 door Butler.